# Baiji, Irak

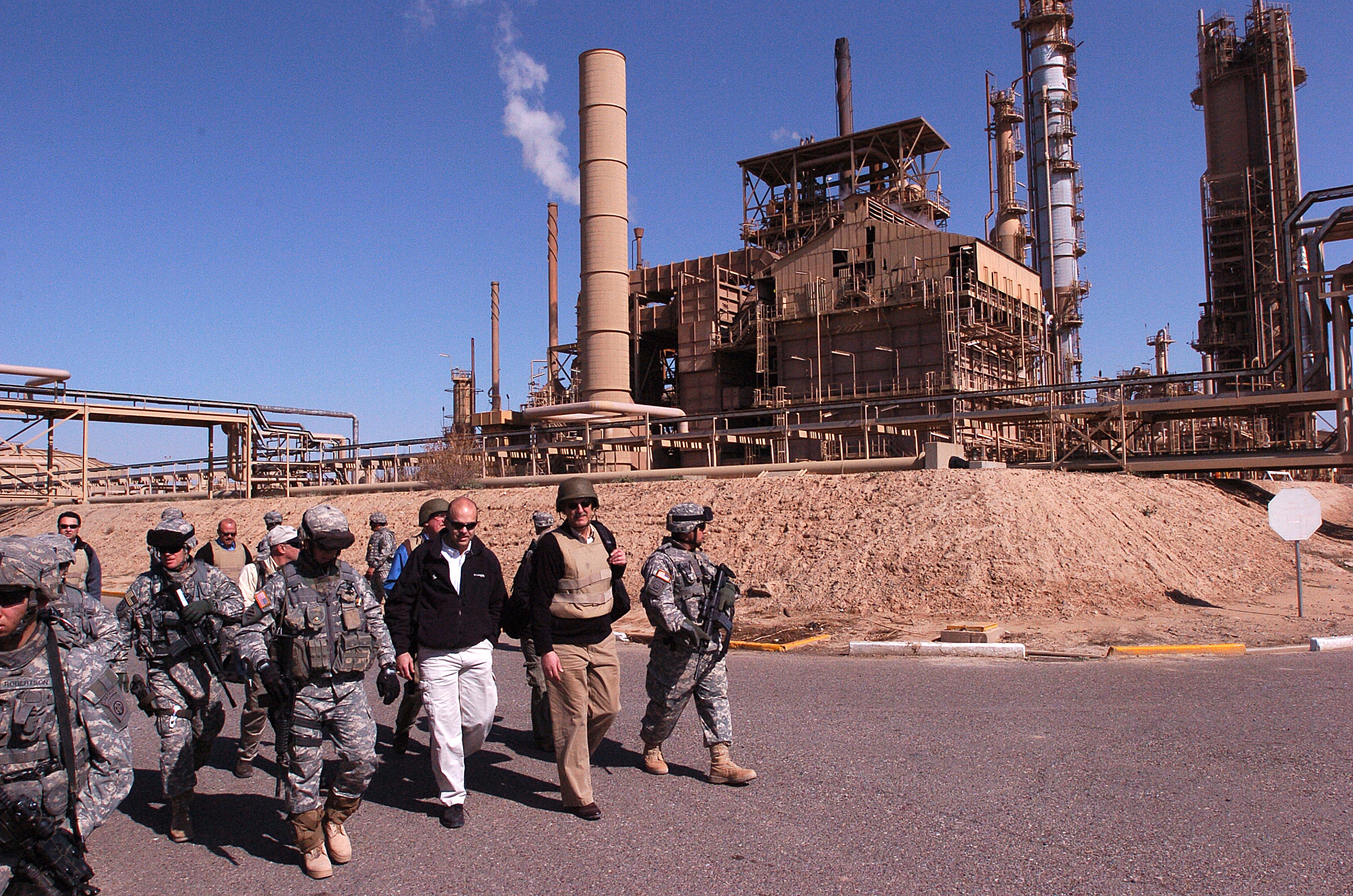

Baiji (arabă بيجي) este un oraș cu cca. 200.000 de locuitori din nordul Irakului la cca. 210 km nord de Bagdad, pe drumul principal spre Mosul. Este un centru industrial important cel mai cunoscut pentru rafinăriile sale de petrol și pentru cea mai mare centrală electrică din Irak. De asemenea există și o fabrică de armament.